# John Garang
John Garang de Mabior (Bor, 23 giugno 1945 – New Site, 30 luglio 2005) è stato un politico, guerrigliero e militare sudsudanese.
Dal 1983 al 2005 ha guidato l'Esercito di Liberazione del Popolo del Sudan durante la seconda guerra civile sudanese; in seguito all'accordo di pace ha ricoperto la carica di primo vicepresidente del Sudan, fino alla morte avvenuta in un incidente di elicottero nel luglio del 2005.

## Biografia

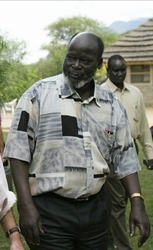
John Garang

Garang era nato in una famiglia povera, di etnia Dinka, nel villaggio Wanglei in Bor del Darfur, nella regione del Nilo superiore, in Sudan (attualmente Stato di Jonglei). Dopo essere rimasto orfano all'età di dieci anni venne mantenuto da un parente per frequentare la scuola prima a Waw e successivamente a Rumbek. Nel 1962 combatté nella prima guerra civile sudanese, ma data la sua giovane età i suoi leader lo incoraggiarono a proseguire gli studi. A causa dei combattimenti in corso, Garang fu costretto a frequentare una scuola secondaria in Tanzania. Avendo vinto una borsa di studio continuò conseguendo, nel 1969, un titolo di studio in economia al Grinnell College di Iowa, negli Stati Uniti d'America.
Nonostante l'offerta di una borsa di studio per continuare gli studi universitari a Berkeley, in California, scelse di tornare in Tanzania all'Università di Dar es Salaam per studiare economia agricola dell'Africa orientale. Qui egli divenne membro del Fronte rivoluzionario degli studenti universitari africani.
In seguito agli accordi di Addis Abeba del 1972, che posero fine alla guerra civile tra sud e nord del Paese, Garang, come altri ex ribelli, venne assorbito dall'esercito sudanese. Per undici anni fu soldato di carriera avanzando dal grado di capitano a quello di colonnello dopo avere frequentato il corso avanzato per ufficiali di fanteria a Fort Benning, in Georgia (Stati Uniti). Durante tale periodo in congedo, nel corso di quattro anni accademici ha conseguito un master in economia agricola e un dottorato di ricerca alla Iowa State University con una tesi sullo sviluppo agricolo del sud del Sudan. Nel 1983 Garang, con il grado di colonnello, entrò in servizio come istruttore anziano nell'accademia militare di Wadi Sayedna, a 21 km dal centro di Omdurman formando cadetti per più di quattro anni. Dopo di ciò entrò a fare parte del dipartimento ricerche militari avanzate del quartier generale di Khartoum.

### A capo della ribellione
Nel 1983 Garang andò a Bor, apparentemente per pacificare un battaglione di soldati del Sud - il battaglione 105 - che rifiutava di partecipare a una rotazione che li avrebbe portati nel nord islamico del Paese. Tuttavia Garang faceva già parte di una cospirazione interna all'esercito sudanese, di cui facevano parte ufficiali del comando Sud, volta a organizzare la defezione di quel battaglione verso i ribelli che si opponevano al governo islamico di Khartum (la capitale del nord del Paese). Bor venne attaccata dalle forze governative in maggio, il battaglione fu cacciato e insieme a Garring trovarono un rifugio sicuro in Etiopia, dove il governo del paese dava appoggio ai ribelli del sud Sudan. Lì Garang raccolse tremila soldati ribelli entro luglio, creando l'Esercito di liberazione del popolo di Sudan e incitando all'ammutinamento tutti i soldati del sud Sudan dell'esercito sudanese contro il dominio islamico del nord del paese sul sud cristiano-animista. Quest'azione è l'inizio ufficiale della seconda guerra civile sudanese, un conflitto che porterà ad almeno 1,5 milioni di morti in venti anni di guerra.
Sebbene la distinzione tra Nord islamico e Sud cristiano-animista fosse importante e netta, Garang sostenne inizialmente di non volere fare della guerra un conflitto religioso: l'SPLA avrebbe lottato per un "nuovo Sudan", in cui tutte le minoranze avrebbero governato assieme e le diverse religioni avrebbero convissuto. Un'altra fonte di conflitto erano certamente le fonti petrolifere appena scoperte, che si trovavano soprattutto nelle regioni del Sud del paese confinanti con il Nord e che facevano gola al governo di Khartum.
I ribelli presto presero il controllo di gran parte del sud del Paese e nel 1985 Garang rifiutò di entrare a fare parte di un governo unitario nazionale che avrebbe messo fine al conflitto. La situazione si mantenne stabile fino al 1991, quando il regime etiope di Mengistu Haile Mariam che appoggiava l'SPLA venne rovesciato da ribelli etiopi alleati con il governo di Khartum. Garang e l'SPLA persero quindi l'appoggio del governo etiope che aveva fornito fino ad allora campi di addestramento nel proprio territorio, appoggio logistico e rifornimenti. Centinaia di migliaia di profughi furono costretti a ritornare nel sud Sudan, respinti dai campi profughi in Etiopia in cui avevano trovato rifugio.
Questo causò l'inizio di un aiuto occidentale all'SPLA di materiali e merci "non letali". Ma causò anche una grande crisi all'interno del movimento: le operazioni militari si bloccarono, si esacerbò il conflitto etnico interno moltiplicato dal divide et impera del governo del Nord e la leadership venne messa in discussione tanto che nell'agosto 1991 ci fu un tentativo di spodestare Garring dalla guida dell'SPLA da parte di due alti comandanti, Riek Machar e Lam Akol. Il tentativo fallì, ma mostrò a che punto era arrivato lo scontro interno alla comunità del sud Sudan.
Dopo anni di continuo conflitto le trattative di pace incominciarono nel 2003: Ali Osman e Garang si incontrarono in privato a Naivasha. I loro incontri e le loro trattative segrete portarono a un accordo di pace, il "Comprehensive Peace Agreement" (CPA), siglato nel capodanno 2004. Il CPA rispettava l'idea di "nuovo Sudan" di cui parlò sempre Garang: il potere sarebbe stato diviso equamente tra le due parti del paese e i due rispettivi partiti più forti (il National Congress Party e il Sudan People's Liberation Movement di Garang) per sei anni, fino al 2010, con Garang vicepresidente e premier della regione autonoma del sud Sudan. Nel 2011 si sarebbe poi tenuto un referendum, previsto dagli accordi di pace (che effettivamente portò alla secessione completa del Sudan del Sud).
Come leader Garang fu spesso accusato di avere ucciso o imprigionato i suoi oppositori e delle varie violazioni dei diritti umani compiute dall'SPLA sotto il suo lungo comando. Il profilo ideologico che diede al suo movimento fu vago e a volte contraddittorio: passò dal marxismo - per ottenere l'appoggio dell'Unione Sovietica - al fondamentalismo cristiano - per ottenere l'appoggio occidentale contro il nord islamico del paese.

### La morte
Il 30 luglio 2005 l'elicottero presidenziale ugandese Mi-172 su cui Garand stava tornando in Sudan - da un incontro segreto con il presidente ugandese e suo vecchio alleato Yoweri Museveni - cadde, uccidendolo.
Sia l'SPLA/M sia il governo di Khartum parlarono di incidente dovuto al cattivo tempo, ma da subito si sollevarono dubbi sulla possibilità di un incidente doloso, mai provati.